# Xã Everest, Quận Cass, Bắc Dakota
Xã Everest (tiếng Anh: Everest Township) là một xã thuộc quận Cass, tiểu bang Bắc Dakota, Hoa Kỳ. Năm 2010, dân số của xã này là 88 người.